# Bufonia oliveriana
Bufonia oliveriana är en nejlikväxtart som beskrevs av Nicolas Charles Seringe. Bufonia oliveriana ingår i släktet Bufonia och familjen nejlikväxter. Inga underarter finns listade i Catalogue of Life.